# سنگ‌نوشته میتانی
سنگ‌نوشته میتانی سنگ‌نبشه‌ای است که در سال ۱۹۰۸ میلادی توسط وینکلر خاورشناس آلمانی در بغازکوی واقع در نزدیکی آنکارا که نام باستانی اش هتوشش بوده است، یافت شد.
زمان نگارش سنگ‌نوشتهٔ معروف میتانی به سال ۱۳۱۷ پیش از میلاد می‌رسد و مربوط به پیمان‌نامه‌ای است که میان شاه میتانی و شاه هیتی بسته‌شده و در آن خدایان آریایی چون گواهان نیایش شده‌اند. ایزدانی که در این سنگ‌نوشته به سانسکریت ودایی از آنان یاد شده، عبارتند از ایندرا، ورونا، میترا و دو ایزد همزاد ناسیته و معلوم می‌دارد که شاهزادگان و آزادگان میتانی با این که زبان و برخی از رسم‌های بابلی را پذیرفته بودند هم‌چنان ایزدان آریایی نیاکان خود را نیایش می‌کردند. سنگ نبشتهٔ میتانی، بازمانده از سدهٔ چهاردهم پیش از میلاد، باستانی‌ترین سند مکتوب زبان‌های هند و ایرانی است و از لحاظ زبان‌شناسی تاریخی و نیز از لحاظ تاریخ مهاجرت تیره‌های آریایی به آسیای میانه و ایران و هند اهمیت بیش از اندازه دارد. مجموعهٔ قراین حاکی از این است که میتانی‌ها قبیله‌ای از اقوام آریایی بودند که پیش از جدایی هندیان و ایرانیان از آنان جدا شده و به میانرودان آمده و در آنجا سلسلهٔ شاهی بنیان افکنده‌اند.

## زمینهٔ تاریخی
شواهد متعددی گواه بر آنند که شاخهٔ هندی اقوام هندوایرانی که در برخی منابع سندگو نیز نامیده می‌شوند در اواخر هزارهٔ سوم پیش از میلاد در جناح غربی زیستگاه آریایی (هندوایرانی) می‌زیسته است یعنی در حوضهٔ سفلای ولگا و تا حدی در شمال شرقی قفقاز. به این ترتیب که دسته‌های کوچکی از آنان حتی کمی پیش از مهاجرت بزرگ آریائی و پس از آن از راه قفقاز به خاورمیانه از جمله به آناتولی و نجد غربی نفود کردند. آنها ابتدا در خدمت هیئت‌های حاکمهٔ قبایل بومی این مناطق درآمدند و رفته‌رفته در دین و فرهنگ و زبان آنها کمابیش تأثیر گذاشته و سرانجام در آن قبایل مستهلک شدند. اسامی آریایی شاهان میتانی نشان از نفوذ فرهنگ شاخهٔ هندیِ اقوام هندوایرانی دارد.
زمان نوشتن این سنگ نبشته مصادف بوده است، با زمانی که سواد اعظم شاخهٔ هندی از راه آسیای میانه و افغانستان امروز به شمال شبه قاره رسیده و به‌طور عمده در پاکستان کنونی مستقر شده‌بود، و شاخهٔ ایرانی از ایرانویج (خوارزم) در حال گسترش به سوی جنوب بود؛ بنابراین در آن سنگ‌نوشته نام بعضی خدایان آریایی که طبعاً رنگ و روی شاخهٔ هندی یا سندگو را داشتند و تحول شاخهٔ ایرانی را ندیده‌بودند، نقر شده بوده است.